# GO YOUR OWN WAY
《GO YOUR OWN WAY》是滴草由实的第十张单曲。

## 概述
滴草由实第四张专辑《THE PAINTED SOUL》的先行单曲。也是到目前为止滴草由实的最后一张单曲。
本曲也是继2007年发表的《I still believe ～叹息～》以后，滴草由实第二次为电视动画《名侦探柯南》演唱片尾曲。
最初的编排是Rock Ballad风格。

## 收录曲目
1. GO YOUR OWN WAY
作詞：滴草由实 / 作曲：後藤康二 / 編曲：Double S & MissTy
  - 电视动画《名侦探柯南》片尾曲
  - 千叶电视台《MU-GEN 〜Music Generations〜（日语：MU-GEN）》2008年10月月度片尾曲
2. Stay with me
作詞·作曲：滴草由实 / 編曲：Double S
3. YOU ARE EVERYTHING (feat. JAHAH)
作詞·作曲：Linda Creed & Thom bell / 編曲：JAHAH for JBerry Publishing / BMI
4. GO YOUR OWN WAY (Instrumental)

## 收录专辑
- THE PAINTED SOUL（日语：THE PAINTED SOUL）（#1）
- THE BEST OF DETECTIVE CONAN 4 ～名侦探柯南 主题曲集4～（#1）
- ＃10 story 〜Best of Yumi Shizukusa〜（日语：＃10 story 〜Best of Yumi Shizukusa〜）（#1）

## 出典
1. ↑  livedoorインタビュー：滴草由実「聴く人の心を癒す、力が湧いてくるような音楽を」 （页面存档备份，存于）掲載。

| 电视动画《名侦探柯南》片尾曲 2008年10月20日 - 2008年12月22日 |                              |                             |
| 前作： 上木彩矢 《Summer Memories》                          | 滴草由实 《GO YOUR OWN WAY》 | 次作： Naifu 《当爱发光时》 |